# Mathijssen
De achternaam Mathijsen (varianten: Mathijssen, Mattijssen, Matthijssen, Matthysen en Mathyssen) is afgeleid van de jongensnaam Mathijs (soms ook Matthijs). Deze naam is afkomstig uit het Hebreeuws en heeft de betekenis gegeven door JHWH, maar wordt ook vaak vertaald als Geschenk van God.

## Bekende naamdragers

### Mathijssen
- Danny Mathijssen
- Jacky Mathijssen

### Mathyssen
- Hugo Matthysen

### Mathijsen
- Alma Mathijsen
- Hub Mathijsen
- Marita Mathijsen
- Antonius Mathijsen
- Gerard Mathijsen
- Joris Mathijsen